# Archaeochlus spinosus
Archaeochlus spinosus är en tvåvingeart som beskrevs av Lars Zakarias Brundin 1966. Archaeochlus spinosus ingår i släktet Archaeochlus och familjen fjädermyggor. Inga underarter finns listade i Catalogue of Life.